# Isthmohyla pseudopuma
Isthmohyla pseudopuma är en groddjursart som först beskrevs av Günther 1901.  Isthmohyla pseudopuma ingår i släktet Isthmohyla och familjen lövgrodor. IUCN kategoriserar arten globalt som livskraftig. Inga underarter finns listade i Catalogue of Life.